# Добин, Манфред Аронович
Ма́нфред Аро́нович До́бин (1925—2015) — советский российский филателист, филателистический дилер и аукционист, филателистический эксперт по почтовым штемпелям Российской империи.

## Биография
Родился 9 октября 1925 года в Орле, а в 1930 году семья переехала в Ленинград. С началом войны его родители были призваны в армию, оба служили в Ленинграде. С осени 1942 года девятиклассник Манфред Добин, как и его родители, был бойцом Ленинградского фронта, находился на казарменном положении. В этот период он работал киномехаником в госпитале, обучался на медицинских курсах, занимался делопроизводством, разносил почту. Затем он работал в Штабе войск внутренней обороны города, где служил его отец.
В январе 1943 года во время прохождения призывной медкомиссии у него был найден порок сердца, в результате он был признан нестроевым и направлен в артиллерийский полк в Токсово, где приобрел специальность миномётчика. Осенью 1943 года он попал в железнодорожный батальон, который в январе 1944 года был направлен в Эстонию, затем – в Финляндию, под Выборг. До марта 1945 года батальон шёл за наступающими войсками, восстанавливая железнодорожные пути, а затем был направлен в Иркутск, откуда началось строительство железной дороги до Слюдянки.
После войны М. А. Добин служил в штабе бригады в Казахстане (Акмолинск), потом – в Куйбышеве. Прослужив более семи лет, старший сержант М. А. Добин в марте 1950 года демобилизовался в звании старшины. В Акмолинске он закончил 9-й и 10-й классы вечерней школы и поступил на заочное отделение философского факультета Ленинградского университета (окончив его в 1954 году).
Вернувшись в Ленинград в 1950 году, он долго не мог устроиться на работу по специальности и поступил на курсы настройщиков радиоаппаратуры. Окончив их, в 1951 году стал работать в лаборатории по настройке самолётной радионавигационной аппаратуры во ВНИИРА, став старшим, затем ведущим инженером, а с 1963 по 1978 годы — начальником лаборатории. Часто выезжал в командировки на самолётостроительные заводы в разных городах, а также на полигоны, где запускали ракеты. Во ВНИИРА М. А. Добин проработал до 1991 года, когда вышел на пенсию и полностью посвятил себя филателии, которой увлекался ещё с довоенных лет.
В 70-летнем возрасте освоил компьютер, сам набирал и верстал свои книги и статьи.
Скончался 22 мая 2015 года в Санкт-Петербурге. Похоронен на Преображенском еврейском кладбище.

## Вклад в филателию
Интерес к филателии возник у М. А. Добина в детстве — ещё до войны, когда он вместе с двоюродным братом начинал собирать марки. Во время армейской службы он стал пополнять коллекцию более регулярно, после демобилизации стал собирать марки всего мира, а позже — избирательно отсортировывать их.
В конце 1960-х М. А. Добин создал свою первую тематическую коллекцию «Карл Маркс и Фридрих Энгельс» (золотая медаль на Всесоюзной выставке 1970 года). Коллекция росла и совершенствовалась, он получал за неё ещё золотые медали на всесоюзных и международных выставках. Следующая коллекция была посвящена Леонардо да Винчи. Затем М. А. Добин увлёкся историей почты России и Санкт-Петербурга[≡]. Коллекция получила серебряные медали, потом большие серебряные, позолоченные и золотые. Немного позднее он начал собирать коллекцию российских почтовых штемпелей клеймения домарочной эпохи (1750—1858 годов)[≡], много времени изучая материалы в ленинградских архивах.

Примеры целых вещей России домарочного периода с почтовыми штемпелями, описанными в работах М. Добина
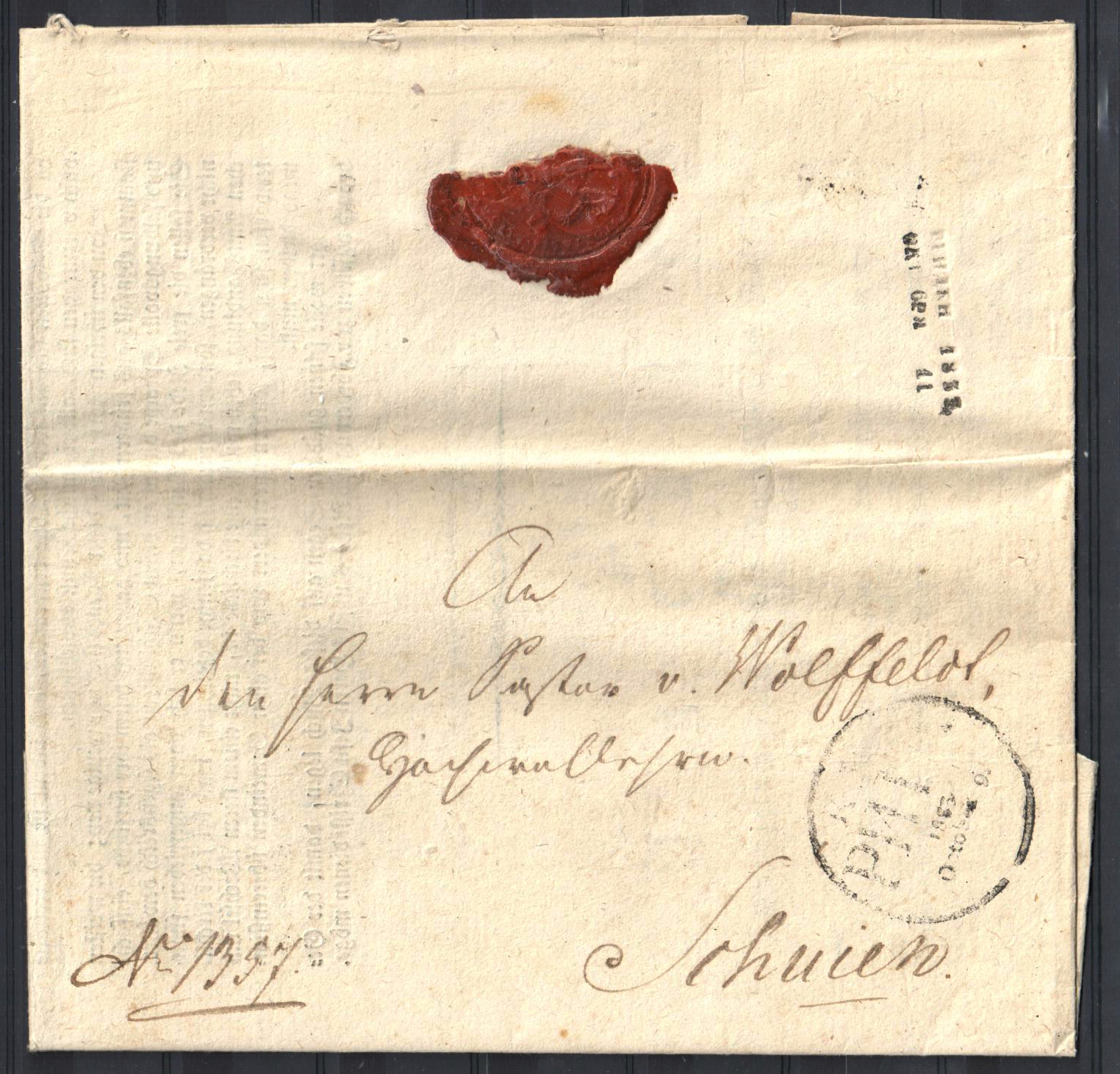
Письмо из Риги в Венден (1833)
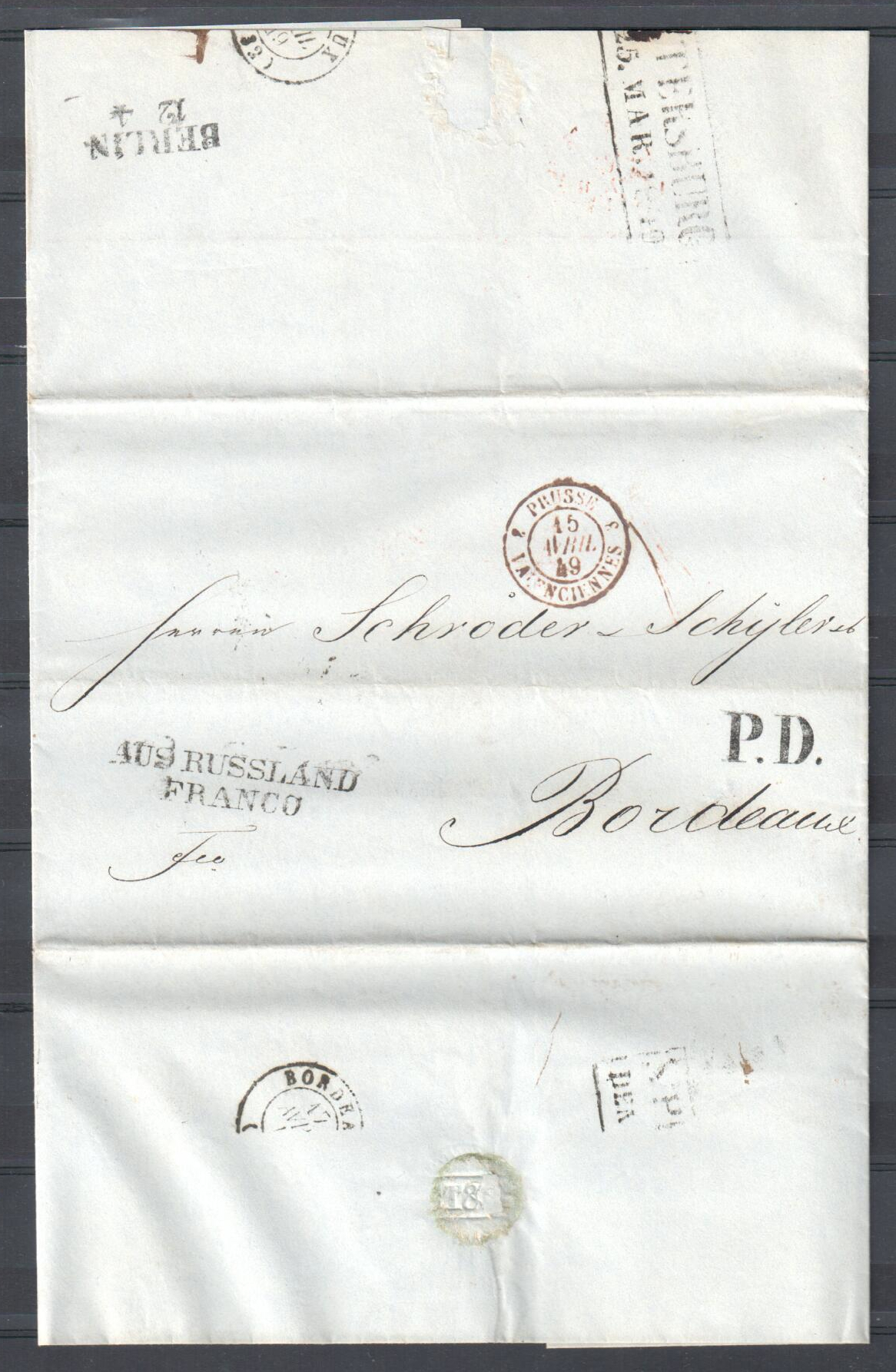
Письмо из Санкт-Петербурга в Бордо (1849)

М. А. Добин заложил научную основу в изучении истории почтовых штемпелей домарочного периода, применявшихся в Российской Империи. В результате масштабного исследования им была разработана система классификации штемпелей и построенный на её основе обширный каталог с разнообразной информацией о трех тысячах штемпелей и их изображениями. Результатом стала изданная в 1993 году книга о почтовых штемпелях домарочного периода (2-е издание — в 2002, 3-е — в 2009 годах), которая была по достоинству оценена специалистами, а автор был награждён медалью «За выдающийся вклад в развитие коллекционного дела в России». Книга не только привлекла внимание коллекционеров к истории почты, но и способствовала появлению ряда специализированных коллекций в этой области, успешно экспонировавшихся на крупных выставках.
М. А. Добин был членом Всесоюзного общества филателистов, позднее Союза филателистов России (СФР), и Союза филателистов Санкт-Петербурга.
В 1991 году, выйдя на пенсию, М. А. Добин начал работать в акционерном обществе экспертом, участвовал в издании журнала. Потом работал в обществе «Реклама-связь» (позже — «Стандарт-коллекция»).
В 1995 году Добин стал членом Международной ассоциации филателистических экспертов (АИЕП). С 1991 года он также был членом Экспертного совета по русской филателии.
По состоянию на 1 июля 2011 года, Манфред Добин являлся членом Коллегии жюри СФР национальной категории.

## Публикации

### Книжные издания

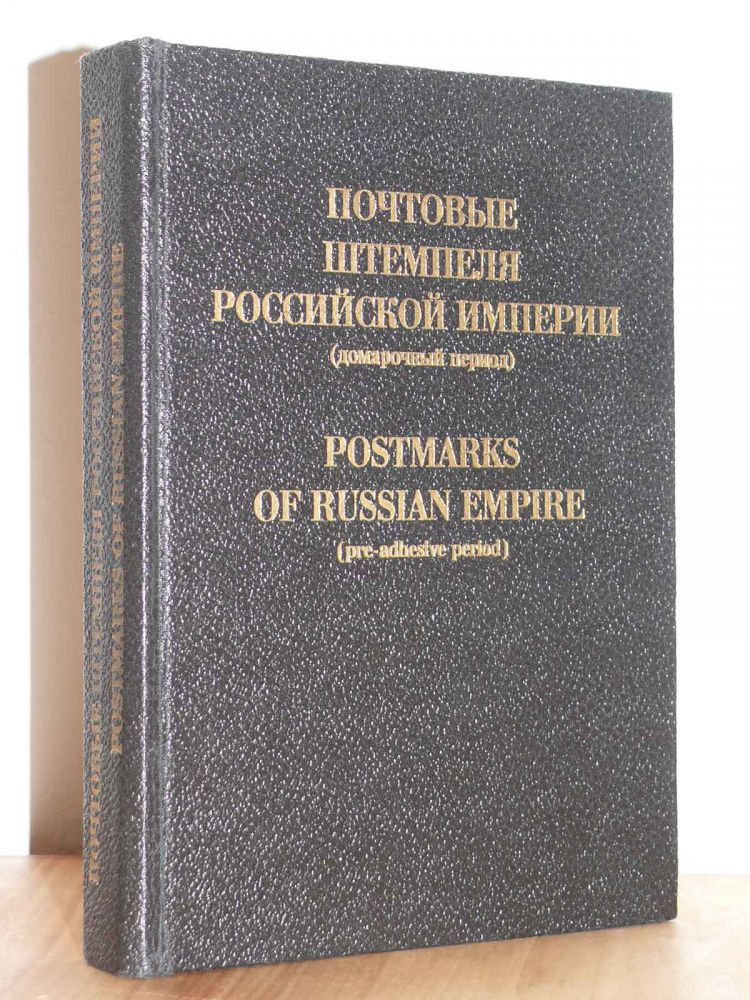

Манфред Аронович Добин имел доступ к ряду почтовых и других архивов на территории России. Он одним из первых написал стандартный труд о почтовых штемпелях Российской империи:
- Почтовые штемпеля Российской Империи. Домарочный период / Сост. М. А. Добин. — 3-е изд. — СПб.: Стандарт-Коллекция, 2009. — 448 с. — ISBN 978-5-902275-38-1.[^][^] (Дата обращения: 20 апреля 2011)

Добин был также автором других книг:
- Каталог рекламно-агитационных почтовых карточек и конвертов, односторонних карточек. СССР. 1924—1980 Архивная копия от 6 апреля 2016 на Wayback Machine / Сост. М. А. Добин, В. Б. Загорский, В. А. Пантюхин, А. К. Райский — СПб.: Стандарт-Коллекция, 2002. — 95 с. — 2000 экз. — ISBN 5-902275-02-4. (Дата обращения: 30 марта 2016)
- Из истории Санкт-Петербургской почты. 1703—1914 / Сост. М. А. Добин и Л. Г. Ратнер. — СПб.: Стандарт-Коллекция, 2004. — 352 с. — 1000 экз. — ISBN 978-5-902275-07-7.[^] [На русск. и англ. языке.] (Дата обращения: 20 апреля 2011)

### Статьи
С середины 1970-х годов М. А. Добин публиковал свои работы в филателистических журналах. При этом история почты Российской империи была основным направлением его исследовательской работы. Он написал ряд статей в ежемесячном журнале «Филателия СССР» по этой и другим темам. Некоторые из его статей были переведены и опубликованы в журнале «Россика».
Со второй половины 1970-х годов Добин стал публиковать свои филателистические исследования в ежегоднике «Советский коллекционер» (в постсоветское время «Коллекционер»), а в 1980-х — 1990-х годах входил в его редакционную коллегию.
В более позднее время Манфред Добин печатался в российском альманахе «Почтовые цельные вещи и почтовая история», «Петербургский коллекционер». Некоторые его работы были переведены и опубликованы в журнале «Rossica» общества русской филателии.

## Почётные звания и награды
Добин был почётным членом Союза филателистов России и Союза филателистов Санкт-Петербурга, членом Международного клуба обладателей призов «Гран-При» Всемирных филателистических выставок, обладателем золотых медалей и почётных призов Всемирных филателистических выставок, Международной ассоциации филателистических экспертов (AIEP), действительным членом Национальной академии филателии России, член Коллегии жюри Союза филателистов России.
Разработки Манфреда Добина неоднократно получали признание на различных филателистических выставках. Он был награждён высшей выставочной наградой Международной федерации филателии «Гран-При» на Всемирной выставке «Россия».
В советский период коллекция М. А. Добина «Из истории почтового штемпеля России» завоевала золотые медали на международных выставках «Соцфилэкс-83» в Москве и «Соцфилэкс-84» во Вроцлаве.
На филателистической выставке «POLSKA '93» его экспонат «История почты России» был награждён большой золотой медалью.